# 병마첨절제사
병마첨절제사(兵馬僉節制使)는 조선의 각 도에 설치된 거진(巨鎭)의 장수로 병마(兵馬)를 통솔했던 종3품의 서반 외관직이다.
각 진관의 사령관에 해당되며, 주로 목사가 겸임하는 것이 관례이지만, 경상도의 김해진관처럼 도호부사 등 다른 지방관이 겸임하는 경우도 있었다.